# 塞爾維亞城市列表
本列表包括塞尔维亚的城市。市镇和城市是塞尔维亚的地方政府基层行政区划单位。塞尔维亚划分为145个市镇和29个城市（其中28个市镇和一个城市位于未实际控制的科索沃和梅托希亚自治省）。
在行政意义上的城市是由《领土组织法》规定的。城市的居民数量通常超过10万人，但在其他方面跟市镇类似。城市在自主权及自治政府上享有特别的权利，有自己的市议会和行政机构，市长由市民在地方普选中产生。另外，市镇主席在日常用语中也经常称为“市长”。每个城市具有自己的市议会及预算。
如同市镇一样，城市的领土范围也包括中心城区及周边村庄（例如苏博蒂察市的领土由同名城镇及周边村庄组成）。首都贝尔格莱德市是唯一在行政区层次上的城市。所有其他城市都是在市镇层次上，并为某个行政区的组成部分。
城市可以再划分为市辖市镇（градске општине / gradske opštine，在中文语境里可理解为“市辖区”）。五个城市（贝尔格莱德、尼什、波扎雷瓦茨、乌日采和弗拉涅）包括多个市辖市镇。城市及其市辖市镇分享权力及职责。市辖市镇同样有其议会及其他特权。居民数量最多的市辖市镇为新贝尔格莱德（214,506人）。
2002至2008年间克拉古耶瓦茨市曾有市辖市镇。诺维萨德市过去曾正式划分为诺维萨德和彼得罗瓦拉丁两个市辖市镇，但2019年3月的城市法规废除了市辖市镇的划分。

## 列表
下列城市具有正式的城市行政权：
- 贝尔格莱德
- 博尔
- 查查克
- 亚戈迪纳
- 基金达
- 克拉列沃
- 克拉古耶瓦茨
- 克鲁舍瓦茨
- 莱斯科瓦茨
- 洛兹尼察
- 新帕扎爾
- 诺维萨德
- 尼什
- 潘切沃
- 皮罗特
- 波扎雷瓦茨
- 普羅庫普列
- 斯梅代雷沃
- 松博尔
- 斯雷姆斯卡米特罗维察
- 苏博蒂察
- 沙巴茨
- 乌日采
- 瓦列沃
- 弗拉涅
- 弗尔沙茨
- 扎耶查尔
- 兹雷尼亚宁

此外，位于科索沃的普里什蒂纳也是塞尔维亚宣称的城市，但科索沃已不在离塞尔维亚的管辖范围之内。